# 東京隅田川ユースホステル
東京隅田川ユースホステル（とうきょうすみだがわユースホステル）は、日本ユースホステル協会に加盟していた東京都台東区に存在したユースホステル。

## 概要
2003年8月30日に開館。2015年3月にリニューアルオープン。同地に事務所を置く『一般財団法人東京都ユース・ホステル協会』が運営していた。館内清掃のため、10時から16時まで館内に原則として滞在することはできなかった。2020年9月30日に閉館した。建物は2021年ごろに解体されている。

## 設備
- 個人や小グループに適している
- 家族やグループで一室利用可
- 余裕があれば一室利用可
- 英語による予約可
- インターネットができるPCあり
- 館内に無線LANあり
- 朝の浴室やシャワー利用可
- 日中や閉館時の荷物預かりあり
- レンタサイクルまたはレンタバイクあり
- 会議室研修室あり
- 談話室あり
- 洗濯機あり
- 自炊室自炊用具あり
- 全館禁煙

## 休館
- 臨時休館あり。

## アクセス
- JR東日本総武本線・都営地下鉄浅草線『浅草橋駅』下車徒歩5分。